# Benjamín Noval
Benjamín Noval González (Mieres, Principado de Asturias, 23 de enero de 1979) es un ciclista español.
Hizo su debut como profesional en el año 2001 con el equipo Relax-Fuenlabrada. Se retiró tras la temporada 2013 y múltiples temporadas como gregario personal de Alberto Contador. 

## Palmarés
2003
- 3.º en el Campeonato de España en Ruta

## Resultados en Grandes Vueltas y Campeonatos del Mundo
| Carrera         | Carrera         | 2001 | 2002 | 2003 | 2004 | 2005  | 2006 | 2007  | 2008 | 2009 | 2010  | 2011  | 2012  | 2013 |
| --------------- | --------------- | ---- | ---- | ---- | ---- | ----- | ---- | ----- | ---- | ---- | ----- | ----- | ----- | ---- |
|                 | Giro de Italia  | —    | —    | —    | —    | —     | —    | —     | —    | —    | —     | —     | —     | —    |
|                 | Tour de Francia | —    | —    | —    | 66.º | 107.º | Ab.  | 115.º | —    | —    | 104.º | 116.º | —     | Ab.  |
|                 | Vuelta a España | —    | Ab.  | 45.º | —    | 58.º  | —    | —     | 62.º | —    | —     | —     | 108.º | —    |
| Mundial en Ruta | Mundial en Ruta | —    | —    | —    | —    | —     | —    | —     | Ab.  | —    | —     | —     | —     | —    |

—: no participa

Ab.: abandono

## Equipos
- Relax-Fuenlabrada (2001-2003)
- US Postal/Discovery Channel (2004-2007)
  - US Postal Service (2004)
  - Discovery Channel (2005-2007)
- Team Astana (2008-2010)
- Saxo Bank (2011-2013)
  - Saxo Bank Sungard (2011)
  - Saxo Bank-Tinkoff Bank (2012)
  - Team Saxo-Tinkoff (2013)

## Apoyo al asturiano
En el año 2008 se adhirió a la campaña Doi la cara pola oficialidá, en favor del reconocimiento del asturiano como idioma cooficial de Asturias.